# Westchester Wildfire
I Westchester Wildfire sono stati una franchigia di pallacanestro della USBL, con sede a Westchester, nello stato di New York, attivi tra il 2003 e il 2005.
Disputarono tre stagioni nella USBL. Nel 2003 terminarono la regular season con un record di 19-11, perdendo nei play-off in semifinale. Nel 2004 terminarono con un record di 14-16, uscendo nei quarti di finale. Nel 2005 finirono con 13-17, uscendo di nuovo nei quarti di finale. Si sciolsero dopo la stagione 2005.

## Stagioni
| Stagione | Lega | Denominazione        | V  | P  | %    | Piazzamento | Play-off         |
| -------- | ---- | -------------------- | -- | -- | ---- | ----------- | ---------------- |
| 2003     | USBL | Westchester Wildfire | 19 | 11 | 63,3 | 2º          | Semifinale       |
| 2004     | USBL | Westchester Wildfire | 14 | 16 | 46,7 | 4º          | Quarti di finale |
| 2005     | USBL | Westchester Wildfire | 13 | 17 | 43,3 | 2º          | Quarti di finale |